# Andreej Zuczkowski
Andrzej Zuczkowski (Macerata, 15 luglio 1946) è un ex calciatore italiano, di ruolo centrocampista.
La madre era italiana, il padre un ufficiale polacco.

## Carriera
Ha giocato 10 partite del campionato di Serie A nella stagione 1969-1970 con il Bari.